# Kazangasso
Kazangasso est une commune du Mali, dans le cercle de Bla et la région de Ségou.